# 선택 (드라마)
《선택》은 2004년 8월 2일부터 이듬해 1월 22일까지 방영되었던 SBS 아침연속극이었다.

## 등장 인물
- 김상중(이해준)
- 심혜진(오정민)
- 이종원(성태완)
- 이유진(이도희)
- 박민호(오정우)
- 안정훈(신대서)
- 강부자(박옥란 여사)
- 선우용여(이순주)
- 고정민(이주희)
- 이병준(우주)
- 김조은, 박충선, 윤지숙, 윤정희, 민지영, 독고준